# Pyrenacantha lebrunii
Espèce
Pyrenacantha lebrunii est une espèce de plantes à fleurs de la famille des Icacinaceae et du genre Pyrenacantha. C'est une liane présente au Cameroun, au Gabon et en République démocratique du Congo.

## Étymologie
Son épithète spécifique lebrunii rend hommage au botaniste belge Jean Lebrun (1906-1985), actif au Congo dans les années 1930-1940.